# Мшинска мочвара
Мшинска мочвара (рус. Мши́нское боло́то) комплекс је високих мочвара и заштићено подручје у категорији споменика природе (МУЗП категорија III) од националног значаја, у јужном делу Лењинградске области, на северозападу европског дела Руске Федерације. Локалитет се налази у басену реке Луге, и административно припада Гатчињском и Лушком рејону Лењинградске области.
Заштићено подручје званично је успостављено 30. августа 1982. године са циљем ефикасније заштите јединственог мочварног екосистема помешаног са боровим шумама. Од 1994. локалитет се налази на рамсарској листи заштићених мочварних екосистема од међународног значаја.

## Основне информације
Заштићено подручје Мшинска мочвара налази се у међуречју река Оредеж и Јашчера, у сливном подручју реке Луге (која је део басена Финског залива Балтичког мора), на територијама Лушког и Гатчињског рејона на југу Лењинградске области Русије. Заштићено подручје обухвата територију укупне површине 60.400 хектара, а од тога на мочваре отпада 40% подручја, док је 49% под густим шумама (углавном борове четинарске шуме). Споменик природе је углавном окружен густим четинарским шумама.
Подручје је званично успостављено 30. августа 1982. године, док је одлука о статусз заштићеног подручја потврђена одлуком руских власти од 24. новембра 2003. године. Од 1994. године налази се на листи заштићених мочварних подручја рамсарске конвенције. На локалитету своја научна истраживања и осматрања врше студенти и професори Санктпетербуршког универзитета, док су туристичке туре ограничене на одређене делове овог споменика природе.
Мшински мочварни екосистем формиран је пре око осам хиљада година и током тих година на том подручју су се услед труљења органских материја формирале моћне наслаге тресета које местимично достижу дебљину и до 6 метара (у просеку око 3 метра). Локалитет је познат као станиште птица мочварица, а током периода полагања јаја приступ мочвари је строго забрањен (осим у научно-истраживачке сврхе). Најпознатије птичије врсте које обитавајуна том подручју су орао рибар, сури орао, бела рода, црна рода, Gavia arctica, Cygnus cygnus, Numenius arquata, буљина и Botaurus stellaris.